# Oberlamm (Gemeinde Deutsch-Griffen)
Oberlamm ist eine Ortschaft in der Gemeinde Deutsch-Griffen im Bezirk Sankt Veit an der Glan in Kärnten. Die Ortschaft hat 4 Einwohner (Stand 1. Jänner 2025).

## Lage
Die Ortschaft liegt in den Gurktaler Alpen, im Westen der Gemeinde Deutsch-Griffen, im Graben des Lammbachs, einem rechten Seitental des Griffener Tals. Oberlamm befindet sich etwa 4 ½ km westlich des Gemeindehauptorts Deutsch Griffen, und etwa 1 ½ km Luftlinie östlich von Hochrindl, auf dem Gebiet der Katastralgemeinde Deutsch Griffen.
Im Bereich des alten Ortskerns am Lammbach gibt es nur mehr die Lammhube (früher Unterer Jirgl, Nr. 2); Brugger, Oberer Jirgl und Dörflerhube sind abgekommen.  300 m südlich davon steht seit dem dritten Viertel des 20. Jahrhunderts ein Einfamilienhaus (Nr. 1).

## Geschichte
Ab Gründung der politischen Gemeinden Mitte des 19. Jahrhunderts gehörte Oberlamm zur Gemeinde Deutsch-Griffen. Bei der Kärntner Gemeindestrukturreform von 1973 kam der Ort an die damals neu errichtete Gemeinde Weitensfeld-Flattnitz, seit deren Auflösung 1991 gehört die Ortschaft wieder zur Gemeinde Deutsch-Griffen.

## Bevölkerungsentwicklung
Für die Ortschaft ermittelte man folgende Einwohnerzahlen:
- 1869: 3 Häuser, 8 Einwohner[2]
- 1880: 3 Häuser, 11 Einwohner[3]
- 1890: 3 Häuser, 24 Einwohner[4]
- 1900: 3 Häuser, 22 Einwohner[5]
- 1910: 3 Häuser, 6 Einwohner[6]
- 1923: 3 Häuser, 3 Einwohner[7]
- 1961: 1 Haus, 6 Einwohner[8]
- 2001: 2 Gebäude (davon 1 mit Hauptwohnsitz) mit 2 Wohnungen und 1 Haushalt; 5 Einwohner und 2 Nebenwohnsitzfälle; 1 Arbeitsstätte, 1 land- und forstwirtschaftlicher Betrieb[9]
- 2011: 2 Gebäude, 3 Einwohner, 1 Haushalt, 1 Arbeitsstätte[10]
- 2021: 2 Gebäude, 4 Einwohner, 2 Haushalte, 2 Arbeitsstätten[11]